# Fichier Origine
Le Fichier Origine est un répertoire informatisé, propriété de la Fédération québécoise des sociétés de généalogie, constitué et mis à jour à partir des actes trouvés dans le cadre du « Projet franco-québécois de recherche sur les origines familiales des émigrants français et étrangers établis au Québec des origines à 1865 ».
Il est le fruit d'un partenariat entre la Fédération québécoise des sociétés de généalogie (FQSG) et la Fédération française de généalogie (FFG).

## Mise à jour et accès
Cette base de données ou répertoire informatisé qu'est le « Fichier Origine » est mis à jour quotidiennement et d'accès libre et gratuit sur l'Internet.
Le contenu du Fichier Origine, en février 2018, renferme l'information sur 6213  pionniers (hommes ou femmes). Ce répertoire donne aussi accès, par les fiches concernées, à plus de 2 200 actes numérisés,.

## Public cible et répercussions
Ces données intéressent particulièrement les chercheurs en histoire et en généalogie, ne serait-ce qu'à titre d'amateurs ou d'autodidactes, tant en Europe qu'en Amérique.

## Diffusion et financement
La diffusion de ces données est assurée par la Fédération québécoise des sociétés de généalogie (FQSG), qui reçoit à cette fin une aide financière principalement des organismes suivants :
- Bibliothèque et Archives nationales du Québec
- Mes Aïeux
- Les éditions du Septentrion
- BMS200
- La société généalogique canadienne-française
- La société de généalogie de Québec